# Culte de la personnalité d'Hugo Chávez

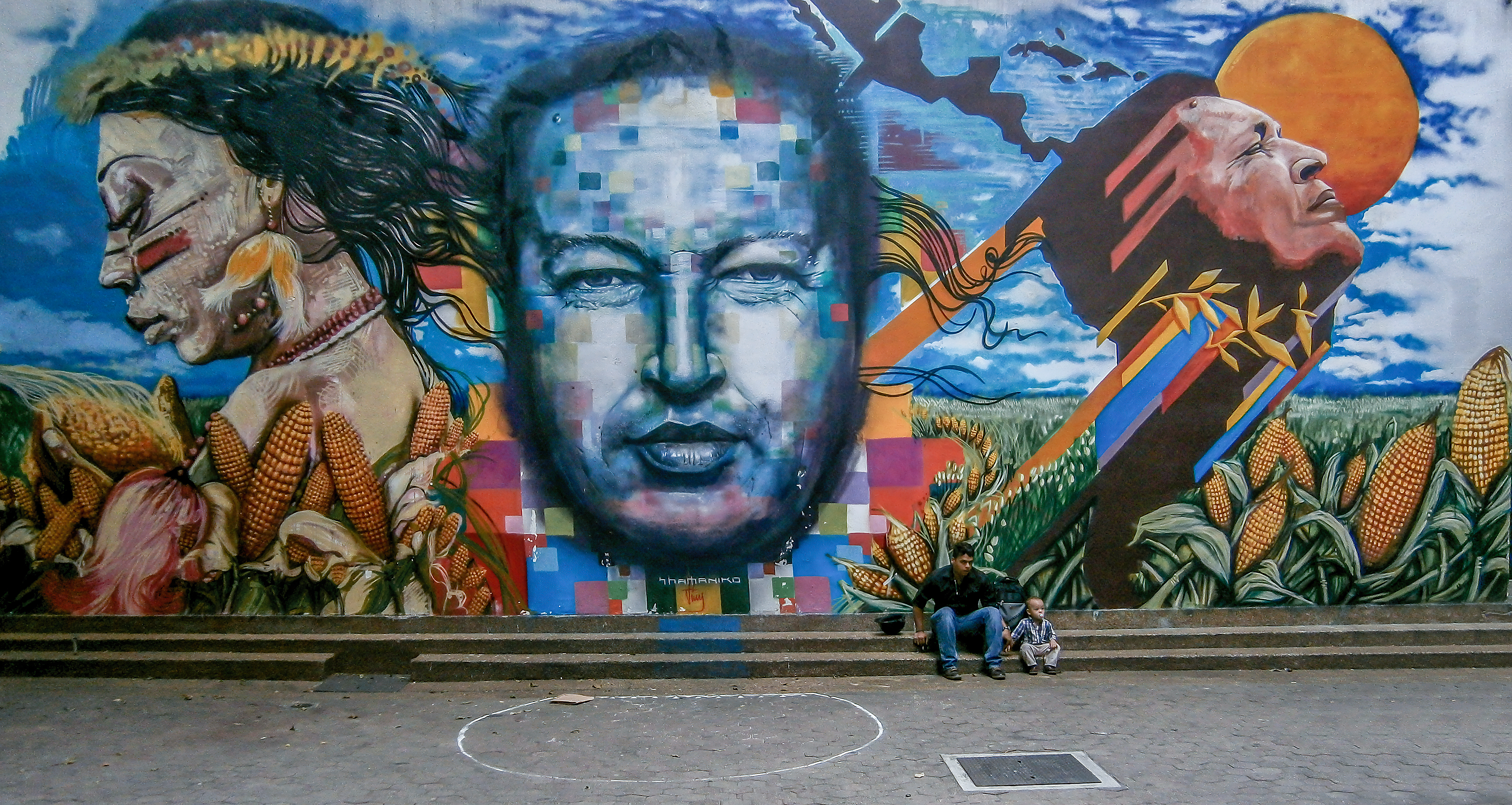
Fresque murale représentant Hugo Chávez et son ascension au ciel (2014).

Le culte de la personnalité d’Hugo Chávez est mis en place progressivement par ce dernier après son accession à la présidence du Venezuela le 2 février 1999. Après sa mort, ce culte s’accentue à l’initiative du gouvernement de son successeur, Nicolás Maduro, qui espère ainsi recueillir une partie de la popularité du président défunt.

## Présentation

Logo de l’émission Aló Presidente.

Hugo Chávez, qui s’est autoproclamé El commandante, utilise les chaînes de télévision et radios d’État pour largement communiquer sur les bienfaits de sa politique. Par ailleurs, à partir de mai 1999, il a sa propre émission, Aló Presidente, un talk-show sans limite de temps où il raconte des histoires, répond  au téléphone à des interlocuteurs, critique et se moque de ses opposants politiques, chante, annonce et commente ses décisions politiques.

### Dimension religieuse
Si Hugo Chávez se réclame de Karl Marx et de Simon Bolivar, il fait aussi référence à Jésus-Christ «  le prolétaire de Nazareth  ». En réaction à l’imagerie religieuse autour d’Hugo Chávez, Saint Hugo Chavez, Christ des pauvres, l’église catholique vénézuélienne doit rappeler : « la religion catholique n'est pas guidée par un être humain » .

### Après sa mort

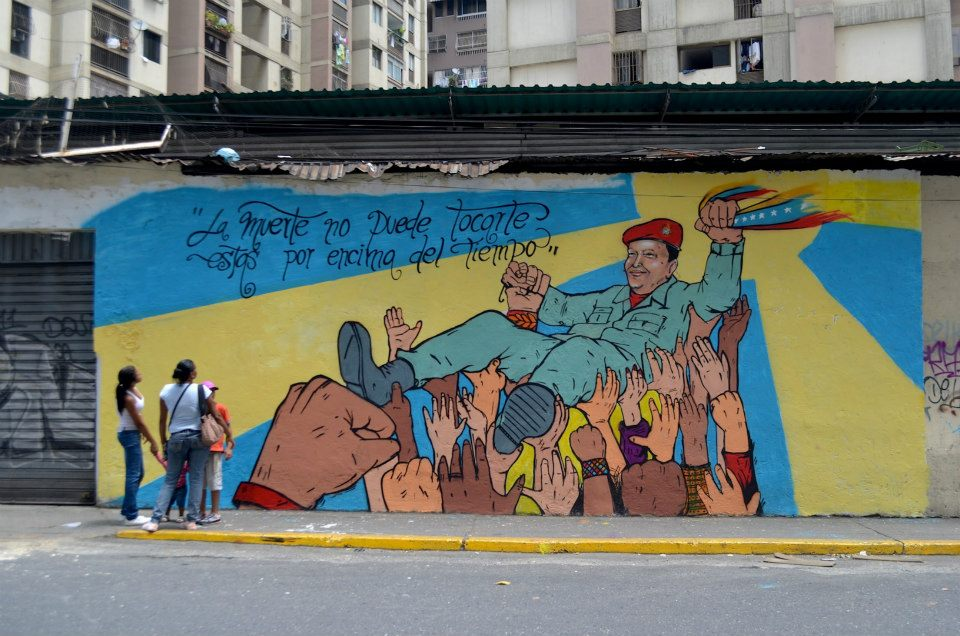
Fresque murale avec l’inscription « La muerte no puede tocarte, estás por encima del tiempo » (La mort ne peut pas t’atteindre, tu es intemporel).

Après la mort d’Hugo Chávez, Nicolás Maduro, désigné par Chavez avant de mourir comme son héritier, annonce : « Il a été décidé de préparer le corps du Comandante, de l'embaumer, pour qu'il reste visible éternellement, pour que le peuple puisse l'avoir avec lui ». Il est alors prévu d’exposer le corps du défunt dans une caserne puis de transformer celle-ci en musée de la Révolution bolivarienne.
En 2014, en mémoire du président défunt le gouvernement de Nicolás Maduro organise et finance des animations, ainsi il est possible de se faire tatouer gratuitement la signature d’Hugo Chávez. En septembre 2015, un décret impose aux écoliers de commémorer par des festivités la naissance et la mort d’Hugo Chávez.

## Hommage dans l’espace public
Le 18 octobre 2014 un parc à Minsk a été nommé en l'honneur d'Hugo Chávez.

## Analyse
La politologue Renée Fregosi, indique que le culte de la personnalité d’Hugo Chávez orchestré par Nicolás Maduro doit permettre à ce dernier de récupérer à son profit une part de la popularité du président défunt. De même José Haro, professeur en droit public, considère : « Le Parti socialiste unifié du Venezuela (PSUV) veut l'immortaliser pour pouvoir l'utiliser, pour conserver les voix du peuple. Il va le mettre en vitrine comme un trophée ».